# Cher Ndour
Cher Ndour (* 27. Juli 2004 in Brescia) ist ein italienischer Fußballspieler, der bei der AC Florenz in der italienischen Serie A unter Vertrag steht.

## Vereinskarriere

### Jugend und Benfica
Ndour begann mit dem Fußballspielen bei der ASD San Giacomo, wechselte dann in die Jugendakademie von Brescia Calcio, bevor er im Alter von 9 Jahren in die Jugendakademie von Atalanta Bergamo wechselte. Am 31. Juli 2020 wechselte er zu Benfica Lissabon nach Portugal. Sein Profidebüt für Benfica B gab er am 2. Mai 2021 beim 2:0-Sieg in der portugiesischen Liga 2 gegen Oliveirense, als er in der 91. Minute für Gonçalo Ramos eingewechselt wurde. Mit 16 Jahren und 279 Jahren war Ndour der jüngste Debütant für Benfica B, der damit den Rekord von João Félix ablöste. Im April 2022 gewann er mit Benfica die UEFA Youth League, wobei er einen Treffer beim 6:0-Sieg im Finale gegen RB Salzburg erzielte.
Am 18. März 2023 gab Ndour sein Debüt in der Primeira Liga für Benfica, als er beim 5:1-Sieg gegen Vitória Guimarães in der letzten Minute für Rafa Silva eingewechselt wurde.

### PSG
Am 12. Juli 2023 unterschrieb Ndour beim Ligue-1-Klub Paris Saint-Germain einen Fünfjahresvertrag, welcher bis zum 30. Juni 2028 gültig ist. Am 3. September 2023 gab er beim 4:1-Auswärtssieg gegen Olympique Lyon sein Debüt. Am 7. Januar 2024 erzielte Ndour beim 9:0-Auswärtssieg gegen die US Revel in der Runde der letzten 64 des Coupe de France sein erstes Tor für PSG.

### Leihe zu Sporting Braga
Am 29. Januar 2024 wurde Ndour bis zum Ende der Saison 2023/24 an Sporting Braga in die Primeira Liga ausgeliehen.

### Leihe zu Beşiktaş İstanbul
In der Sommertransferperiode 2024 zog es den Italiener an den Bosporus zu Beşiktaş İstanbul. Der Mittelfeldspieler unterzeichnete beim Süperlig-Verein einen einjährigen Vertrag als Leihspieler.

### AC Florenz
Am 3. Februar 2025 kehrte Ndour zurück nach Italien, indem er einen Vertrag bei der AC Florenz unterschrieb.

## Nationalmannschaft
Der in Italien als Sohn eines senegalesischen Vaters und einer italienischen Mutter geborene Ndour ist Jugendnationalspieler Italiens. Mit der U-19-Auswahl Italiens gewann er die U-19-Europameisterschaft 2023 in Malta.

## Titel
Nationalmannschaft
- U-19-Europameister: 2023

Benfica Lissabon
- Portugiesischer Meister: 2023
- UEFA Youth League-Sieger: 2022

Paris Saint-Germain
- Französischer Meister: 2024
- Französischer Pokal-Sieger: 2024